# John Payne (musicien)
Pour les articles homonymes, voir John Payne et Payne.
John Payne, né le 29 septembre 1958 à Luton, en Angleterre, est un musicien britannique, surtout connu comme le chanteur et bassiste du groupe Asia de 1991 à 2006, puis à partir de juin 2007, avec Asia featuring John Payne. Il est également maintenant membre de Dukes of the Orient mais continue de tourner avec The Rock Pack et aussi Asia featuring John Payne.
John Payne est devenu le leader de Asia en 1991 à l'invitation du membre fondateur Geoff Downes, en remplacement du chanteur / bassiste John Wetton. Pendant le mandat de Payne, Asia a sorti huit albums studio, plusieurs albums live et a fait des tournées internationales. Il est membre fondateur et actuel du groupe rock progressif GPS. Il est également guitariste, photographe, compositeur, ingénieur du son et producteur de disques. Jusqu'à récemment, Payne était créateur et faisait partie de la production de Las Vegas Raiding the Rock Vault à l'hôtel de Las Vegas. 

## Biographie
Son premier groupe s'appelait Moonstone. Ils ont fait une tournée au Royaume-Uni à la fin des années 70, ouvrant pour des groupes bien connus tels que Argent.
En 1986, il enregistre un disque avec le groupe CCCP en Scandinavie. CCCP était un groupe qui mettait en vedette John au chant avec la belle-fille de Johnny Cash, Carlene Carter, partageant les tâches vocales.
Il a fait des chœurs sur plusieurs albums solo de Roger Daltrey, dont Under a Raging Moon (avec Carl Palmer) (1985) et Can't Wait to See the Movie (1987).
De retour en Angleterre, lui et le claviériste Andy Nye (du Michael Schenker Group) ont formé The Passion, faisant appel aux services du batteur Clive Burr (Iron Maiden), du bassiste Mel Gabbitas et de l'ex-guitariste de Mike Oldfield Ant Glynne.
Payne a été considéré pour un poste dans ELO Part II à la guitare et au chant. Pendant un an avant de rejoindre Asia en 1991, il a été choisi pour remplacer Jeff Lynne en tant que chanteur principal dans ELO, plus tard pour être nommé ELO Part II, mais a quitté en raison de longues négociations sur le nom.

## Asia
Après le départ de John Wetton, Geoff Downes a invité Payne à rejoindre le groupe en tant que chanteur soliste, bassiste, co-auteur et coproducteur. Payne et Geoff Downes ont continué ensemble en Asie pendant 15 ans, avec plusieurs formations autour d'eux, jusqu'à ce qu'ils restent avec Guthrie Govan (guitare) et Chris Slade (batterie) en 1999. Cette formation a persisté jusqu'en 2005, lorsque Slade est parti pour être remplacé par Jay Schellen.

## Asia featuring John Payne
En 2009, Govan a été remplacé par Mitch Perry et la tournée nord-américaine s'est poursuivie jusqu'en 2010. Le travail a commencé sur un album studio, à l'origine appelé Architect of Time, mais celui-ci serait finalement publié sous le nouveau nom du groupe Dukes of the Orient. Un album live Extended Versions d'Asia featuring John Payne, a été publié à l'automne 2007, tiré d'un spectacle de décembre 2005 en Suède avec Downes, Schellen, Payne et Govan. 
Un EP intitulé Military Man est sorti avec des réenregistrements de chansons d'Asia de l'ère Payne: "Military Man" et "Long Way from Home", ainsi qu'une composition solo d'Erik Norlander, "Neurosaur". Les pistes ont été exécutées par Govan, Payne, Norlander et Schellen. 
En 2014, un CD intitulé Recollections est sorti, un album de couverture de chansons de rock progressif britannique. En plus d'être producteur, chanteur et bassiste, Payne jouait la plupart des claviers et quelques guitares. Il a été rejoint par Moni Scaria, Jeff Kollman et Jay Schellen. La vidéo du premier single "Eye in the Sky" a été tournée à Vegas et comprend une apparition d'Alan Parsons. 

## Dukes of the Orient
Vers 2017, Payne et Norlander se sont réunis pour former le groupe Dukes of the Orient en tant que nouveau nom de groupe pour le matériel qui avait été élaboré 10 ans dans le cadre d'un projet Asia featuring John Payne. Leur premier album éponyme est sorti en février 2018 via Frontier Records, mettant en vedette Scaria et Kollman sur des guitares d'Asia featuring avec John Payne, ainsi que d'anciens membres Bouillet, Govan (guitare) et Schellen (batterie). L'album présente l'ancien single, "Seasons Will Change", initialement publié par Asia featuring John Payne en 2012. Après la mort du chanteur John Wetton et pour plus de clarté avec Asia original dirigé par Downes, Payne et Norlander ont décidé que ces enregistrements devraient être en tant que nouveau groupe. Leur deuxième album, Freakshow, est sorti le 7 août 2020.

## Télévision, cinéma et scène
En 2007, Payne a joué le rôle de Parson Nathaniel dans la production en tournée de la version musicale de Jeff Wayne de War Of the World. En 2016, Payne a commencé la composition de l'œuvre originale pour Steve Gustafson. Ce travail vient en appui à la création par Gustafson, via son entreprise d'apprentissage basé sur l'expérience, d'une émission de télé-réalité indépendante entourant le marché du tourisme d'aventure intitulée Zip Away! 

## The Rock Pack
En janvier 2014, Payne crée le spectacle de tournée "The Rock Pack". Dans cette émission, Payne interviewe des chanteurs de rock emblématiques de grands groupes de rock classique et interprète leurs succès avec eux. Il comprenait des chanteurs passés et présents de groupes tels que Foreigner, Cheap Trick, Journey, Santana, Toto, Kansas et The Tubes.

## Discographie
| - Dukes of the Orient (2018) - Freakshow (2020) - Under a Raging Moon (1985) - Can't Wait to See the Movie (1987) - Martyrs & Madmen (1997) - Just a Boy - Gold - Touching The Divine (2015) - Sorcery Inside (2019) - Life Motion (2020) - The Creation (2021) | - "Fly Away" b/w "Coming Home" 45 RPM single, Arrival Records (1984) - "Gonna Give Her All the Love I've Got" (1984) - "Ride the Storm" (American Way film soundtrack, film also titled Riders of the Storm in some countries), released as a single b/w "Take the Money" (1987) - Different Worlds cd compilation of solo work and work with ASIA and GPS, Voiceprint (2007) - "Decoding the Lost Symbol" part of the Architects of Time project, CD EP (2009) - Window to The Soul (2006) - Two Seasons: Live in Japan, Volume 1 Live release (2012) - Two Seasons: Live in Japan, Volume 2 Live release (2012) - The Passion Voiceprint (2007) - Vox Humana (1993) - World Service (1999) - Let's spend the Night Together (1986, reissued on cd 2007) - Edge of Infinity (2006) - Farewell My Love (2009) - Transformation 2012 (2009) - World Class (2009) - Fast and Blue (2011) - "That's When The Crying Starts" with the band Stringer, Arrival records (1982) - "The Secret Affair" with the band Jupiter Red (1983) - "Baby Won't Phone" with the band Quadrascope (1983) - Bite The Bullet with the band Bite the Bullet (1989) - "Dark Horse" with the band That'll Be The Day (2002) - "Killer on the Loose" with Billy Sherwood, part of the A Tribute to Thin Lizzy project (2008) - "Beyond the Horizon" with the super-group project Roswell Six from Kevin_J._Anderson and ProgRock_Records (2009) - "Firewolfe" – Debut album (2011). Mixing and mastering. - "The Mystic Technocracy" and "Loving the Alien" (a David Bowie cover), part of The Mystic Technocracy – Season 1: The Age of Ignorance album by Docker's Guild (2012) - "Lucky No. 7" – album by Ted Wulfers (2012). Backing Vocals on "Jade In My Pocket" and "Stars." |